# Planodes variegatus
Planodes variegatus är en skalbaggsart som beskrevs av Aurivillius 1911. Planodes variegatus ingår i släktet Planodes och familjen långhorningar.
Artens utbredningsområde är Sarawak. Inga underarter finns listade i Catalogue of Life.